# Centrostigma
Centrostigma – rodzaj roślin z rodziny storczykowatych (Orchidaceae). Obejmuje 3 gatunki występujące w Afryce w takich krajach jak: Angola, Malawi, Tanzania, Zambia, Zimbabwe, Republika Południowej Afryki, Demokratyczna Republika Konga.

## Systematyka
Rodzaj sklasyfikowany do podplemienia Orchidinae w plemieniu Orchideae, podrodzina storczykowe (Orchidoideae), rodzina storczykowate (Orchidaceae), rząd szparagowce (Asparagales) w obrębie roślin jednoliściennych.
Wykaz gatunków
- Centrostigma clavatum Summerh.
- Centrostigma occultans (Welw. ex Rchb.f.) Schltr.
- Centrostigma papillosum Summerh.